# Hans Eger
Hans Eger oder Johannes Eger (vor 1440–nach 1509) war ein deutscher Glockengießer.

## Leben
Eger, dessen Herkunft nicht sicher bezeugt ist, war Gründer einer Gießhütte in Reutlingen, wo er 1444 und 1450 erstmals genannt wird. Von Simon und Judae (28. Oktober) 1452 bis Pauli Bekehrung (25. Januar) 1453 erscheint er als glockingisser von  Rutlingen in den Steuerrechnungen der Stadt Schwäbisch Hall. Möglicherweise geht der dortige Besitz auf Heiratsgut seiner Frau zurück. Als Bürger ist Eger in Schwäbisch Hall nicht belegt. Nur drei mit Namen gekennzeichnete Glocken sind erhalten: die Glocke in der Stadtkirche von Blaubeuren (1440), die Betglocke des Ulmer Münsters (1454) und die Glocke des Heilig-Kreuz-Münsters in Schwäbisch Gmünd (1455). Bekannt sind aus seinem Werk außerdem eine Glocke aus einer Reutlinger Kirche, die bis 1837 im Reutlinger Torturm hing und nicht erhalten ist, sowie eine ebenfalls abgängige Glocke in Gönningen bei Reutlingen (1483).
Charakteristisch für Eger ist die von zwei groben Kordelstegen eingefasste Schulterumschrift mit den Namen der vier Evangelisten, getrennt von in Kugeln auslaufenden Tatzenkreuzen. Aufgrund dieses Merkmals lassen sich weitere Glocken in Südwestdeutschland seiner Gießhütte zuweisen.

## Werkliste
| Jahr | Ort              | Kirche               | Bemerkungen | Bild |
| ---- | ---------------- | -------------------- | ----------- | ---- |
| 1440 | Blaubeuren       | Stadtkirche          |             |      |
| 1454 | Ulm              | Münster              | Betglocke   |      |
| 1455 | Schwäbisch Gmünd | Heilig-Kreuz-Münster |             |      |

### Unsigniert/zugeschrieben
(auch Werkstattnachfolger)
| Jahr             | Ort                       | Kirche                             | Bemerkungen | Bild |
| ---------------- | ------------------------- | ---------------------------------- | --- | ---- |
| 1440 (oder 1450) | Neuhausen auf den Fildern | St. Petrus und Paulus              | Zwölf-Uhr-Glocke, Schlagton: f′ |      |
| 1441             | Dettingen an der Erms     |                                    | |      |
| 1443             | Oberstetten               |                                    | Aus dem Kloster Zwiefalten |      |
| 1448             | Tübingen                  | Stiftskirche                       | |      |
| 1451             | Murrhardt                 | Friedhofskirche                    | |      |
| 1451             | Freudenstadt              | Stadtkirche                        | Schied- oder kleine Vier-Evangelisten-Glocke, kam 1603 aus dem Kloster Murrhardt nach Freudenstadt. Schlagton: ais′′. – Gewicht: 660 kg. |      |
| 1453             | Kayh                      |                                    | |      |
| 1454             | Bretzfeld                 | Johanneskirche                     | |      |
| 1455             | Faurndau                  |                                    | |      |
| 1456             | Gärtringen                | St.-Veit-Kirche                    | |      |
| 1456             | Neuweiler                 |                                    | |      |
| 1456             | Rangendingen              |                                    | |      |
| 1456             | Schwäbisch Gmünd          | Heilig-Kreuz-Münster               | |      |
| 1456             | Wetzgau                   | St. Coloman                        | „Evangelistenglocke“, Schlagton: c′ |      |
| 1456             | Remmingsheim              |                                    | |      |
| 1457             | Bad Liebenzell            |                                    | |      |
| 1457             | Hayingen                  |                                    | |      |
| 1458             | Altdorf                   |                                    | |      |
| 1458             | Waldenbuch                |                                    | |      |
| 1459             | Deggingen                 |                                    | |      |
| 1461             | Reichenbach im Täle       |                                    | |      |
| 1462             | Bad Urach                 |                                    | |      |
| 1463             | Effringen                 | Marienkirche                       | |      |
| 1463             | Schelklingen              |                                    | |      |
| 1464             | Bempflingen               |                                    | |      |
| 1465             | Uhingen                   |                                    | |      |
| 1466             | Weilheim                  | Katholische Pfarrkirche St. Marien | Schlagton: as′ - Durchmesser: 1090 mm – Gewicht: 850 kg.                                                                                 |      |
| 1466             | Weilheim                  | Katholische Pfarrkirche St. Marien | Schlagton: e′′ - Durchmesser: 660 mm – Gewicht: 240 kg.                                                                                  |      |
| 1466             | Gutenberg                 |                                    | |      |
| 1466             | Altingen                  |                                    | |      |
| 1467             | Bad Boll                  |                                    | |      |
| 1467/1470        | Lorch                     | Klosterkirche                      | Gießt eine zersprungene, nicht erhaltene Glocke um.                                                                                      |      |
| 1468             | Bempflingen               |                                    | |      |
| 1469             | Tübingen                  | Stiftskirche                       | |      |
| 1470             | Mutlangen                 |                                    | |      |
| 1471             | Dürrenwaldstetten         |                                    | |      |
| 1472             | Owen                      |                                    | |      |
| 1472             | Dußlingen                 |                                    | |      |
| 1474             | Ostdorf                   |                                    | |      |
| 1474             | Riedlingen                |                                    | |      |
| 1475             | Geislingen                |                                    | |      |
| 1475             | Hechingen                 |                                    | |      |
| 1478             | Eutingen                  |                                    | |      |
| 1478             | Grüningen                 |                                    | |      |
| 1479             | Huldstetten               |                                    | |      |
| 1485             | Großmettlingen            |                                    | |      |
| 1486             | Nebringen                 |                                    | aus Mauren |      |
| 1486             | Trailfingen               |                                    | aus Gruorn |      |
| 1487             | Haigerloch                |                                    | |      |
| 1487             | Münsingen                 |                                    | |      |
| 1489             | Donnstetten               |                                    | |      |
| 1494             | Grafenberg                |                                    | |      |
| 1496             | Linsenhofen               |                                    | |      |
| 1497             | Hochmössingen             |                                    | |      |
| 1500             | Veringendorf              |                                    | |      |
| 1501             | Poltringen                | St. Stephan                        | |      |
| 1502             | Ennabeuren                |                                    | |      |
| 1502             | Binzwangen                |                                    | |      |
| 1506             | Schlatt                   |                                    | |      |
| 1508             | Plattenhardt              | Antholianuskirche                  | Im Zweiten Weltkrieg zu Rüstungszwecken abgeliefert, nach Kriegsende aber unbeschädigt zurückgegeben.                                    |      |
| 1508             | Neufra                    |                                    | |      |
| 1508             | Wilflingen                |                                    | |      |
| 1509             | Wilflingen                |                                    | |      |
| Undatiert        | Sulzbach am Kocher        |                                    | |      |
| Undatiert        | Unterweissach             | St.-Agatha-Kirche                  | |      |
| Undatiert        | Herrenberg                |                                    | |      |
| Undatiert        | Bonlanden                 |                                    | |      |
| Undatiert        | Kuchen                    |                                    | |      |
| Undatiert        | Griol                     |                                    | |      |
| Undatiert        | Eibensbach                | Marienkirche                       | Schlagton: des′′ - Durchmesser 770 mm – 280 kg                                                                                           |      |
| Undatiert        | Ditzingen                 | Speyrer Kirche                     | |      |
| Undatiert        | Pleidelsheim              |                                    | |      |
| Undatiert        | Ennabeuren                |                                    | |      |
| Undatiert        | Magolsheim                |                                    | |      |
| Undatiert        | Oberhausen                |                                    | |      |
| Undatiert        | Ohmenhausen               |                                    | |      |
| Undatiert        | Hochmössingen             |                                    | |      |
| Undatiert        | Oberböbingen              |                                    | |      |
| Undatiert        | Bebenhausen               |                                    | |      |
| Undatiert        | Mähringen                 |                                    | |      |
| Undatiert        | Oberndorf                 | Pfarrkirche St. Ursula             | |      |
| Undatiert        | Rübgarten                 |                                    | |      |
| Undatiert        | Tübingen                  | Spitalkirche                       | |      |
| Undatiert        | Tübingen                  | katholischer Konvikt               | |      |